# ガイウス・ルタティウス・カトゥルス
ガイウス・ルタティウス・カトゥルス（ラテン語: Gaius Lutatius Catulus）は共和政ローマ中期の政務官。第一次ポエニ戦争のローマの勝利を決定付けた、紀元前241年のアエガテス諸島沖の海戦においてローマ艦隊を率いた。フィンランドの作家ユッカ・ヘイッキラの『メリコンスル（海の執政官）』の主人公となっている。

## 出自
プレプス（平民）であるルタティウス氏族に生まれた。コグノーメン（第三名、家族名）のカトゥルスは子犬を意味する。氏族最初の執政官であり、父祖に高位の人物を持たない「ノウス・ホモ」であった。

## 経歴

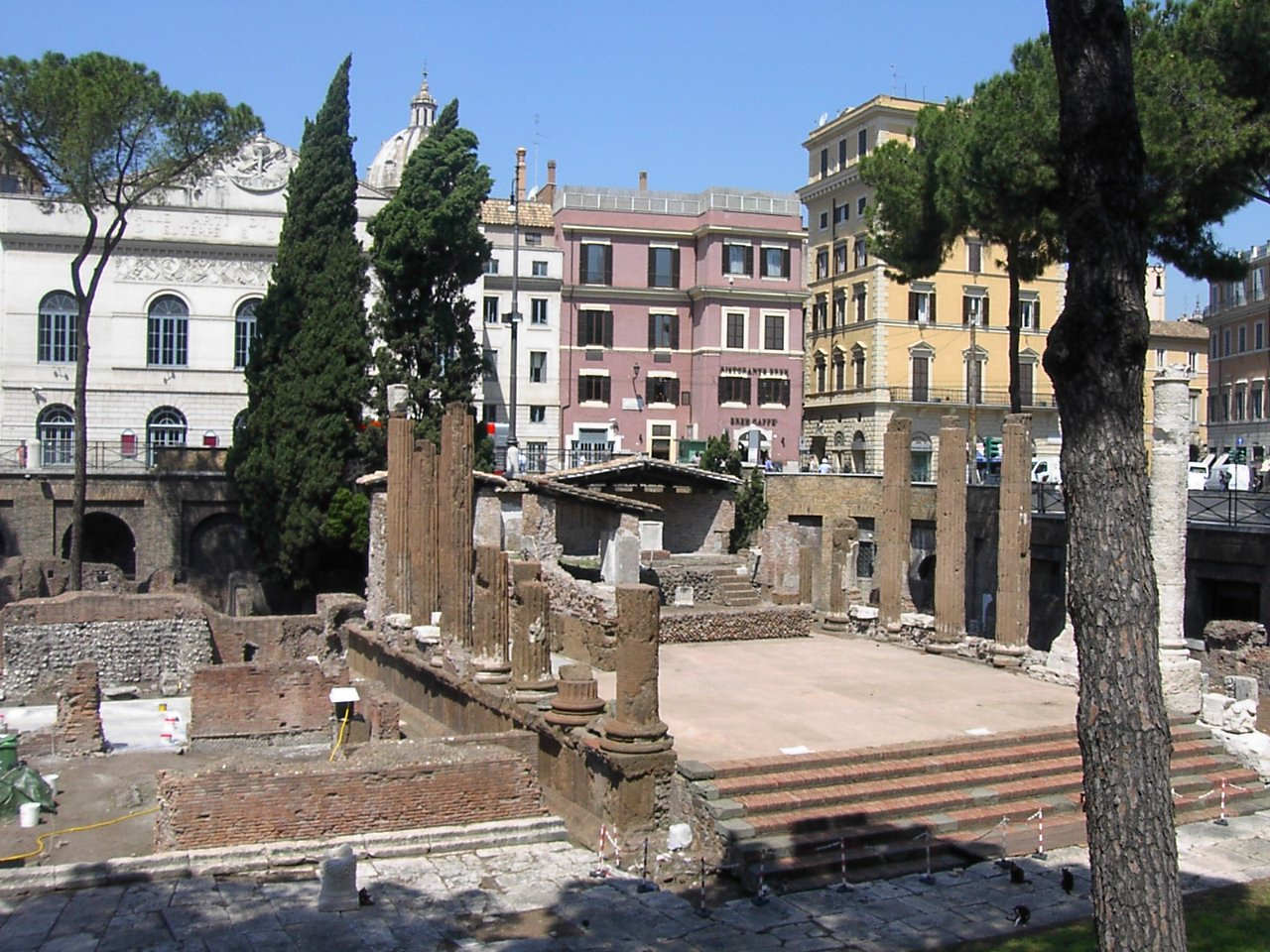
ローマのトッレ・アルジェンティーナ広場にあるユートゥルナの神殿。アエガテス諸島沖の海戦の勝利を記念した、カトゥルスが寄贈したものである。

執政官就任以前の経歴は不明であるが、いわゆるクルスス・ホノルム（名誉のコース）を辿ったとすれば、軍歴は騎兵から始まり、トリブヌス・ミリトゥム（高級将校）として軍歴を重ね、クァエストル（財務官）にも就任していることが予想される。しかしクルスス・ホノルムが確立したのは紀元前3世紀も半ばを過ぎてからであるとも考えられており、それ以前には執政官の後にプラエトル（法務官）やアエディリス（按察官）を務める場合もあるなど序列が不明確で、確実ではない。また彼はプレプスであるため、クルスス・ホノルムを辿ったとすれば、アエディリス・プレベイウスや護民官経験があったことも考えられる。
紀元前242年に執政官に選出され、同僚執政官はアウルス・ポストゥミウス・アルビヌスであった。ポストゥミウスはフラメン・マルティアリス（マールスの神官）でもあり、このため最高神祇官のルキウス・カエキリウス・メテッルスは、ポストゥミウスがローマを離れることを許さなかった。このため、プラエトルのクィントゥス・ウァレリウス・ファルトと共にカトゥルスに新艦隊が預けられた。通常は戦時には二人の執政官がインペリウム（命令権）を与えられて軍を率いるが、この数年前プラエトルが二人に増員されていたために、この人事が可能になったが、新規の試みであった。
カトゥルスとファルトはシキリア（シチリア）に向かった。カトゥルスは陸軍と海軍の双方の指揮を執った。ローマの艦隊は新たに整備されたものであったが、長期の戦争のためにローマの国庫は底をついており、富裕層の寄付に頼ったものであった。この艦隊再建にカトゥルスがどの程度関わっていたかは不明である。紀元前242年には大きな動きはなかったが、二人はそれぞれプロコンスル（前執政官）、プロプラエトル（前法務官）として引き続き軍の指揮をとった。なお、カトゥルスの弟のケルコが翌年の執政官に選出されている。
紀元前241年、カルタゴはハンノが率いる艦隊を派遣し、制海権の再確保とシケリアの守備軍への補給を試みた。このときカトゥルスは怪我をしていたために、直接艦隊の指揮は執れず、ファルトが司令官となってアエガテス諸島沖の海戦が戦われた。海戦はローマの決定的勝利となった。カルタゴは新規に艦隊を再建する資金が無く、ローマに有利な講和条約をカトゥルスと交渉するしかなかった。カトゥルスとファルトは両者ともに凱旋式を挙行する名誉を与えられた。カトゥルスはその返礼にカンプス・マルティウス（現在のトッレ・アルジェンティーナ広場）にユートゥルナ神殿を建立した。その後の経歴に関しては不明である。

## 参考資料
- T. R. S. Broughton (1951). The Magistrates of the Roman Republic Vol.1. American Philological Association
- 安井萌『史学雑誌,第105編 第6号、共和政ローマの「ノビリタス支配」－その実態理解のための一試論－』山川出版社、1996年。